# Harpoceras
Harpoceras ist eine durch teils recht große, nur mäßig entwickelte (evolute) Gehäuse gekennzeichnete Gattung aus der ausgestorbenen Gruppe der Ammoniten. Sie ist dem Toarcium, einer chronostratigraphischen Stufe des Unterjura, zuzuordnen und bildet nach der Gattung Dactylioceras das zweite Leitfossil dieser Stufe.

## Beschreibung
In der Größe ihres Phragmokons zeigen Mitglieder der Gattung Harpoceras einen deutlichen Dimorphismus. Die Mikrokonchdurchmesser liegen zwischen 24 und 31 Millimeter, wohingegen Makrokonche Durchmesser von 115 bis immerhin 430 Millimeter erreichen. Mikro- und Makrokonche unterscheiden sich neben ihrer Größe in der Ausgestaltung des Nabels. So ist der Nabelrand bei Mikrokonchen abgerundet, bei Makrokonchen jedoch spitz zulaufend. Die Nabelwand ist bei Mikrokonchen konvex, bei Makrokonchen schräg bis unterhöhlt.
Das etwas abgeplattete Gehäuse kann leicht involut bis schwach evolut ausgebildet sein (N = U/D = 0,23 bis 0,30, maximal bis 0,46). Der Windungsquerschnitt ist abgeflacht längsoval mit einem akzentuierten hohlen Kiel. Die starken aber nur wenig hohen Rippen sind sichelförmig ausgebildet mit nach vorn ausgerichteter konkaver Öffnung. In den äußeren Windungen können die Rippen auch breit und abgeflacht vorliegen und sind in Innenwindungen gelegentlich längsgefurcht. Auf einigen Taxa befinden sich mittseitig eine Rinne oder wellige Vertiefungen. Die Lobenlinien sind stark eingefurcht und reich verziert mit einem charakteristischen Außensattel und einem sehr entwickelten Hilfslobus.

## Lebensweise
Die Gattung Harpoceras lebte als freischwimmendes Nekton und hielt sich vorwiegend in Kalk abscheidenden Schelfmeeren abseits der Küste im flachen bis tieferen Subtidal auf, wurde aber auch noch über der Schelframpe und über Untermeeresfächern angetroffen.

## Systematik

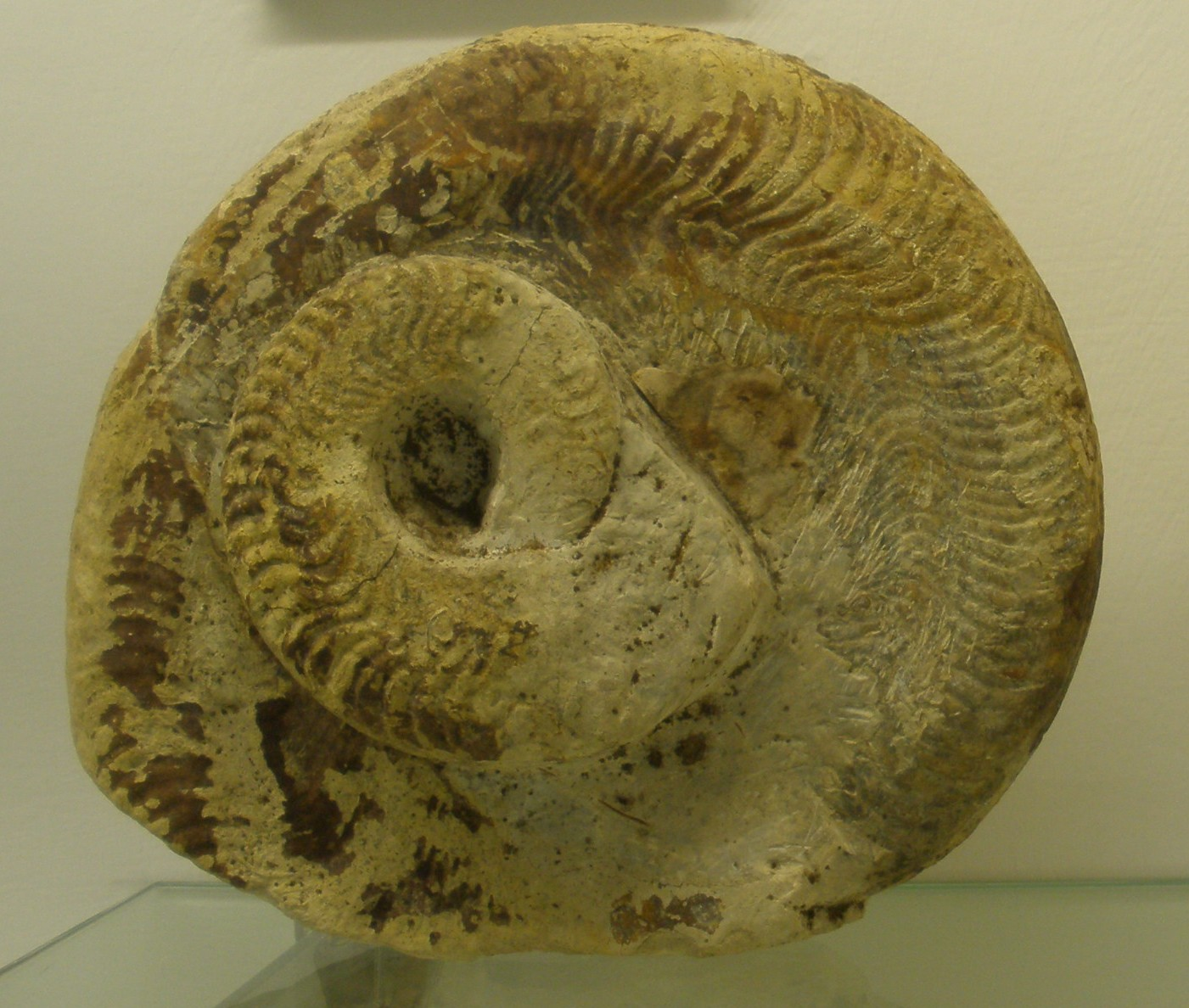
Harpoceras serpentinum

Die Gattung Harpoceras bildet Teil der Familie der Hildoceratidae und der Unterfamilie Harpoceratinae Neumayr, 1875. Von ihr sind folgende Taxa bekannt:
- Harpoceras boreale Seebach
- Harpoceras camporoverense Gregorio, 1886
- Harpoceras canavincula Gregorio, 1886
- Harpoceras capellinum Schlotheim
- Harpoceras capillatum Denckmann
- Harpoceras eseri Oppel, 1856
- Harpoceras nitescens Schlegelmilch, 1976
- Harpoceras ramiatum Gregorio, 1886
- Harpoceras schroederi Denckmann
- Harpoceras sp.
- Harpoceras stevensoni Gregorio, 1886

Die Typusart ist Ammonites falcifer Sowerby, 1820.
Untergattungen sind:
- Harpoceras (Eleganticeras) mit dem Taxon
  - Harpoceras (Eleganticeras) elegans Sowerby
- Harpoceras (Harpoceras) Waagen, 1869 mit
  - Harpoceras (Harpoceras) falciferum Sowerby, 1820
  - Harpoceras (Harpoceras) kisslingi Haug, 1898
  - Harpoceras (Harpoceras) lassum Buckman, 1927
  - Harpoceras (Harpoceras) mediterraneum Pinna, 1968
  - Harpoceras (Harpoceras) pseudoserpentinum Gabilly, 1973
  - Harpoceras (Harpoceras) rulleaui Bécaud, 2006
  - Harpoceras (Harpoceras) serpentinum Schlotheim, 1813
  - Harpoceras (Harpoceras) strangewaysi Sowerby, 1820
  - Harpoceras (Harpoceras) subexaratum Bonarelli, 1899
  - Harpoceras (Harpoceras) subplanatum Oppel, 1856
- Harpoceras (Maconiceras) mit dem Taxon
  - Harpoceras (Maconiceras) soloniacense Lissajous, 1906.

Als Schwestertaxa fungieren Cleviceras, Eleganticeras, Osperleioceras, Ovaticeras, Polyplectus, Pseudolioceras, Sphenarpites, Taffertia und Tiltoniceras.
Synonym gehandhabt werden:
- Falcifericeras Breistroffer, 1949
- Gallitellia Venturi und Ferri, 2001
- Glyptarpites Buckman, 1927
- Harpoceratoides Buckman, 1909
- Kolymoceras Dagis, 1970
- Lioceras Bayle, 1878
- Maconiceras Buckman, 1926
- Phaularpites Buckman, 1928
- Tardarpoceras Buckman, 1927

## Ammonitenzonen

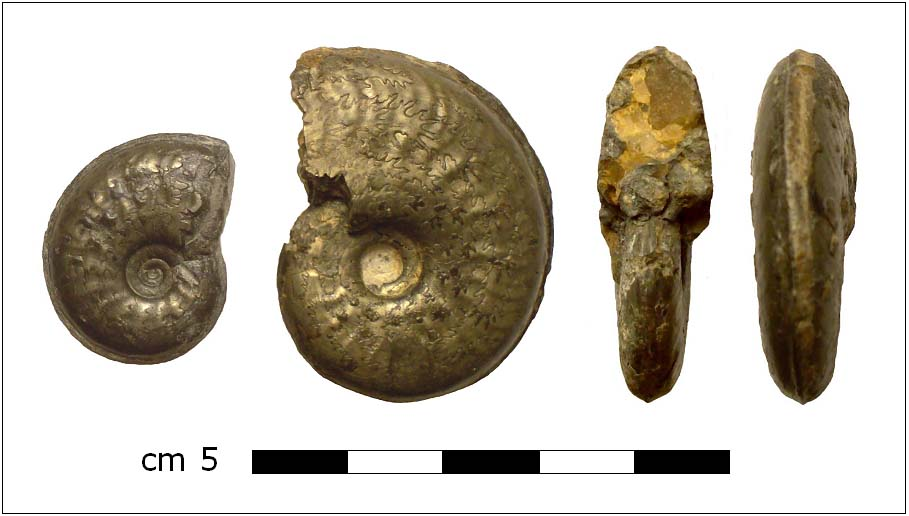
Harpoceras (Eleganticeras) elegans

Die Gattung Harpoceras  ist Leitfossil in der Serpentinum-Zone, benannt nach Harpoceras (Harpoceras) serpentinum. Die Serpentinum-Zone ist die zweite Ammoniten-Zone des Toarciums und folgt auf die Tenuicostatum-Zone. Sie wird von der Bifrons-Zone überlagert.
Intern gliedert sie sich in die Exaratum-Subzone (nach Cleviceras exaratum) im Liegenden und in die Falciferum-Subzone (nach Harpoceras (Harpoceras) falciferum) im Hangenden.
Die Exaratum-Subzone besteht aus drei Biozonen, dem Horizont von Elegantuliceras elegantulum an der Basis, darüber der Horizont von Cleviceras exaratum und dem Horizont von Cleviceras elegans im Top. In der Submediterranen Faunenprovinz werden die letzten beiden Horizonte durch den Horizont von Harpoceras (Harpoceras) strangewaysi ersetzt.
Die Falciferum-Subzone wird in zwei Horizonte unterteilt, den Horizont von Harpoceras (Harpoceras) pseudoserpentinum im Liegenden und den Horizont von Harpoceras (Harpoceras) falciferum im Hangenden. Letzterer wird in der Submedterranen Provinz durch den Horizont von Orthildaites douvillei ausgetauscht.

## Vorkommen

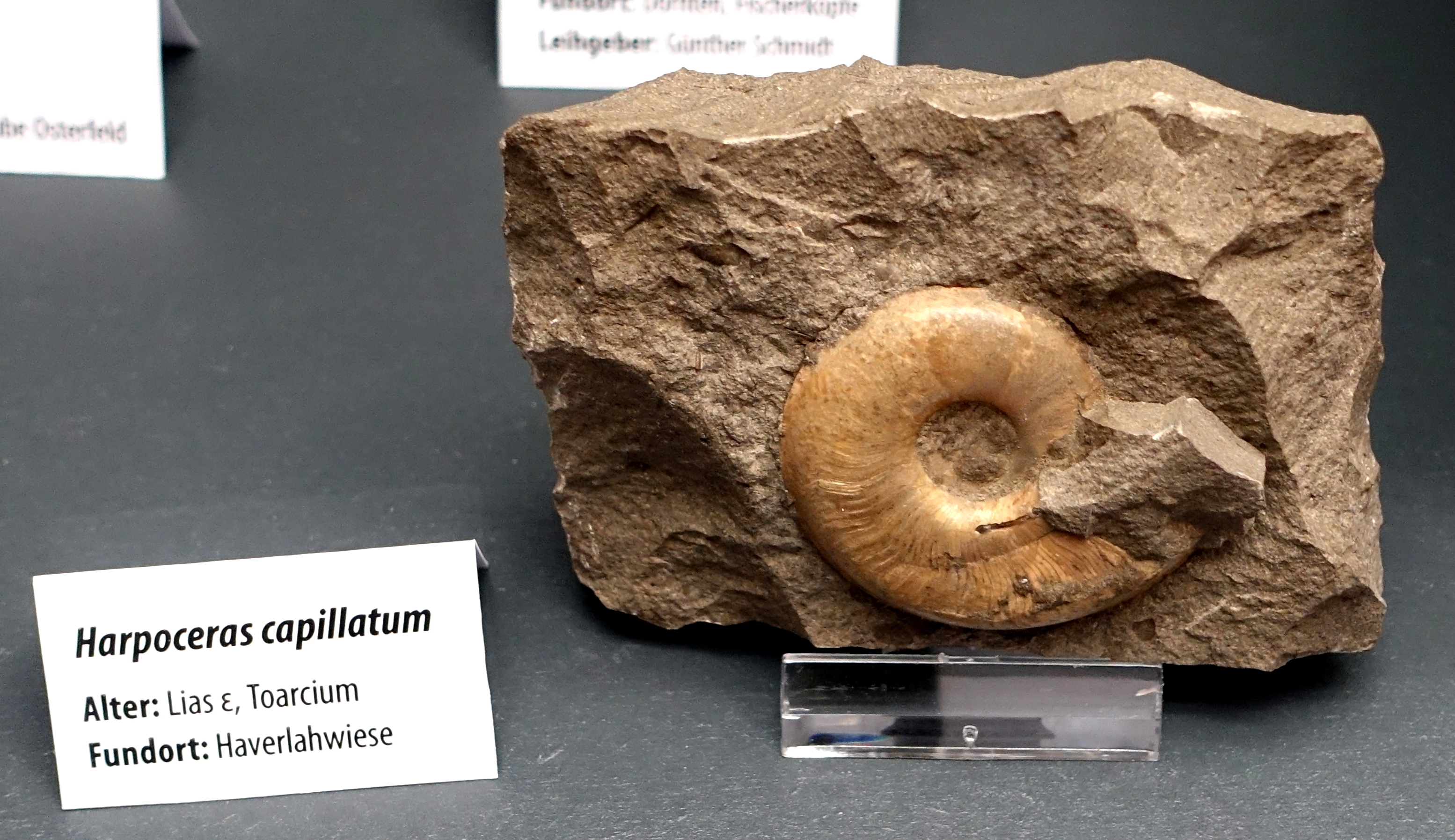
Harpoceras capillatum

Vorkommen der Gattung Harpoceras  in Deutschland sind Achalm, Bad Schönborn bei Karlsruhe, Dotternhausen, Eningen, Holzmaden und Reutlingen – alle in Baden-Württemberg. Bayrische Fundstätten sind Lauf an der Pegnitz, Wassertrüdingen und Westheim in Mittelfranken, Eggolsheim (Unterstürmig) in Oberfranken und Freudenberg in der Oberpfalz. Erwähnenswert sind ferner Cremlingen, die Grube Haverlahwiese und Vehrte in Niedersachsen sowie Kiesgruben im Kreis Stormarn in Schleswig-Holstein.
Zur Nordwesteuropäischen Faunenprovinz gehören auch die englischen Funde bei Whitby in Yorkshire und Vorkommen in der Schweiz, bei Belvaux in Luxemburg und in Frankreich.
Die französischen Fundstellen sind sehr zahlreich, Harpoceras erscheint beispielsweise in den Causses bei Saint-Jean-et-Saint-Paul (Département Aveyron), in den Corbières bei Bizanet, Aguilar, Feuilla, Fitou, Fontjoncouse, Fraissé-des-Corbières und Treilles (Département Aude), in den Pyrenäen, im Département Ardennes bei Charleville-Mézières, im Département Charente bei Roumazières-Loubert, im Département Deux-Sèvres bei Airvault, Mauzé-Thouarsais, Saint-Maixent-l’École, Sainte-Verge bei Thouars (Typlokalität des Toarciums) und Thorigné, im Département Isère, im Département Pyrénées-Orientales bei Calce und am Grau de Maury, im Département Rhône bei Lyon, im Département Seine-Maritime bei Bléville, im Département Tarn-et-Garonne bei Caylus, im Département Vendée bei Bessay, Chantonnay, Jard-sur-Mer, Le Bernard, Moutiers-sur-le-Lay, Péault, Pissotte, Saint-Hilaire-la-Forêt und Saint-Martin-des-Fontaines und im Département Vienne bei Champagné-Saint-Hilaire, Ligugé und Queaux.
Zur Mediterranen Faunenprovinz des Tethysraums zählen die Fundstellen in Spanien, Italien, Ungarn, Bulgarien, Albanien, im Kaukasus sowie in Marokko, Tunesien und Indonesien, wohingegen Japan und Neuseeland bereits zum Pazifikraum zu rechnen sind.
Darüber hinaus erscheint Harpoceras in Somalia, in Ostafrikas Indisch-Madagassischer Faunenprovinz, sowie in Kanada in Nordamerika und auch bei Mendoza in Argentinien in Südamerika.